# Köpenicker SC
Köpenicker SC  är en tysk idrottsförening i Berlin-Köpenick, känd för sitt damlag i volleyboll. Mellan 2005 och 2017 spelade laget i den högsta tyska volleybollserien (Volleyball-Bundesliga). Föreningen bedriver  också  verksamheter i  aerobics,  badminton, fotboll, gymnastik, kanotsport, segling,  dans och vandring.